# 多納圖斯湖
50°48′16″N 6°51′00″E / 50.804524°N 6.849976°E

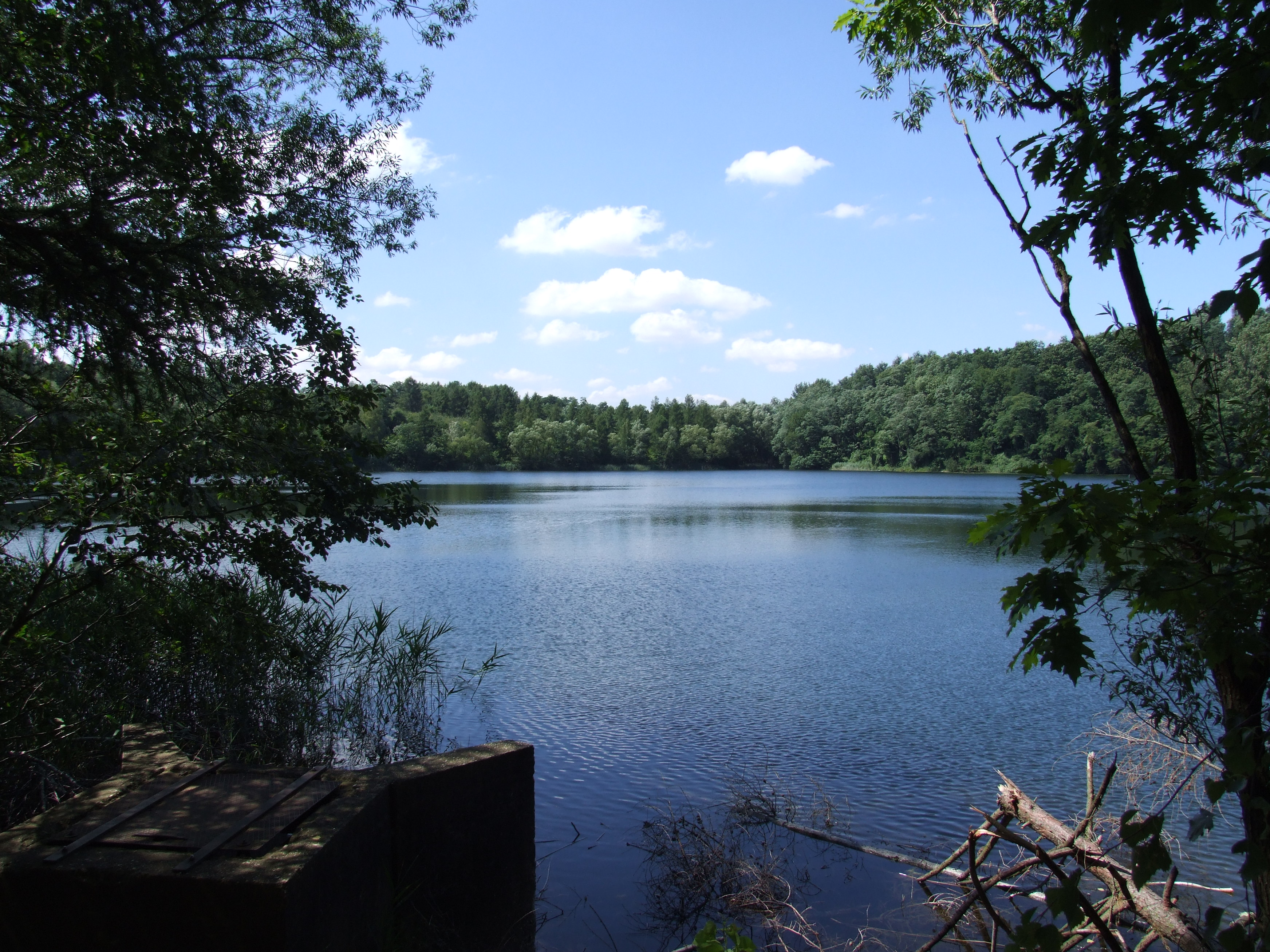

多納圖斯湖（德語：Donatussee），是德國的湖泊，位於該國西部，由北萊茵-威斯特法倫州負責管轄，處於萊茵-埃爾夫特縣，面積0.1平方公里，海拔高度121米，平均水深6.1米，最大水深15米，水體容量59萬立方米。